# Variola louti
Variola louti, tên thường gọi ở Việt Nam là cá mú vây viền vàng, là một loài cá biển thuộc chi Variola trong họ Cá mú. Loài này được mô tả lần đầu tiên vào năm 1775.

## Phân bố và môi trường sống
V. louti có phạm vi phân bố rộng khắp vùng biển Ấn Độ Dương và Thái Bình Dương. Ở Ấn Độ Dương, loài này được tìm thấy từ Biển Đỏ dọc theo bờ biển Đông Phi đến Durban, Nam Phi, bao gồm Madagascar và các hòn đảo xung quanh, băng qua mũi nam Ấn Độ và Sri Lanka (bao gồm các quần đảo xung quanh) đến biển Andaman. Ở Thái Bình Dương, chúng có mặt ở quần đảo Mã Lai (trừ phía đông Sumatra, cũng như phía tây và nam Borneo). Phạm vi phía bắc của V. louti giới hạn đến miền nam Nhật Bản; phía nam trải dài đến hai bờ tây - đông của Úc; trải dài về phía đông đến khắp các quần đảo thuộc Micronesia, Melanesia và Polynesia (ngoại trừ quần đảo Hawaii). Chúng cũng được tìm thấy ở cả quần đảo Hoàng Sa và quần đảo Trường Sa. V. louti sống xung quanh các rạn san hô và bãi đá ngầm ở xa bờ, phổ biến hơn là ở ven bờ lục địa, độ sâu sinh sống khoảng 240 m trở lại.

## Mô tả
Chiều dài cơ thể lớn nhất được ghi nhận ở V. louti là 83 cm. Cá trưởng thành có nhiều biến thể màu sắc: từ màu đỏ sẫm đến màu xám nhạt, đều được phủ đầy các đốm màu tím lam hay hồng tím. Đuôi hình lưỡi liềm, có viền vàng; tất cả các vây còn lại cũng có viền vàng. Cá con có đường trắng trên mõm, ngược lên gáy; nửa thân trên màu nâu; dưới dưới trắng; đường sọc đen chia đôi hai khoảng màu; cũng có nhiều đốm sáng phủ đầy thân. Viền vàng ở đuôi là điểm khác biệt so với đồng loại duy nhất của nó, Variola albimarginata, có viền màu trắng.
Số gai ở vây lưng: 8; Số tia vây mềm ở vây lưng: 13 - 14; Số gai ở vây hậu môn: 3; Số tia vây mềm ở vây hậu môn: 8.
Thức ăn của V. louti là các loài cá nhỏ hơn nó và những động vật giáp xác. Cá trưởng thành bơi thành những nhóm nhỏ. Loài này được đánh bắt trong nghề cá thương mại. Ở một số khu vực, thịt của chúng có thể gây ngộ độc ciguatera.